# Aleksandr Zločevskij
Aleksandr Borisovič Zločevskij, scritto anche Alexander Zlochevskij (in russo Александр Борисович Злочевский?; Mosca, 25 giugno 1963), è uno scacchista russo, Grande maestro e arbitro internazionale.
Partecipò ai campionati sovietici juniores del 1979 e 1980.

## Principali risultati
- 1990 : =2º con Dragan Barlov nel torneo open di Norimberga
- 1991 : 2º dietro a Davor Komljenović ad Augusta
- 1994 : 1º nel torneo chiuso di Mosca, realizzando la terza norma di Grande Maestro
- 1996 : 1º-3º con Mišo Cebalo e Anthony Miles nell'open di Toscolano Maderno;
 1º-3º con Spartaco Sarno e Ennio Arlandi nel festival di Imperia
- 1997 : 2º dietro a Michail Prusikin nel torneo di Postbauer-Heng
- 2002 : =1º con Evgenij Jermakov a Mosca; =1º con Emir Dizdarević a Celle Ligure
- 2006 : 1º a Widnoje; 1º-4º a Tula

Nel gennaio del 2001 si trasferì in Italia e da allora giocò per molti anni per tale paese in tutte le manifestazioni scacchistiche. In seguito tornò in Russia, reiscrivendosi alla Federazione russa di scacchi. 
Nella lista FIDE del gennaio del 2011 aveva un Elo di 2489 punti.